# 臺中 (大字)
臺中，是臺灣臺中市的一個傳統地域名稱，也是該市核心聚落所在地，橫跨中區、東區、南區、西區與北區等地。相較於今日行政區，其範圍大致包括中區的綠川里、繼光里、公園里、光復里、大墩里、柳川里不含東北端，北區的新興里西南半部、大湖里東南端、錦平里南端、新北里西南端，東區的富仁里西南部、富台里南端、干城里不含東北端、泉源里西大半部、振興里北大半部、新庄里，南區城隍里的東北端、長春里不含西南端、長榮里北部、新榮里東北端，西區的民生里、利民里不含西北端、三民里東北端及西南半葉的東南部。

## 歷史
在台灣清治末期至日治初期，臺中地區為藍興堡的三街庄：東大墩街、小北下街庄、新庄仔庄，隸屬於臺中縣，在1899年3月11日被劃為「東大墩區」，北與邱厝仔庄、東勢仔庄為鄰，東與旱溪庄為鄰，南邊為頂橋仔頭庄，西邊及西北邊為公館庄、後壠仔庄。1901年（日治明治三十四年）11月11日，全台廢縣廳改設二十廳，台灣中部隸屬於臺中廳。1902年5月20日，東大墩街、小北下街庄、新庄仔庄合併為「臺中街」，改隸屬「臺中區」。1909年（明治四十二年）10月25日，合併二十廳為十二廳，臺中區隸屬不變。1920年（大正九年）10月1日，全台地方制度大改正，廢十二廳改設五州二廳，該街改制為「臺中」大字，與其他9個大字同隸屬於臺中州轄臺中市。1926年4月1日，臺中市實施町名改正，將臺中大字劃分為31個町，並延續至1945年。
戰後本地區分割成五部分，分別劃入中區、北區、東區、南區、西區，均隸屬於臺灣省轄臺中市，大字改亦制為里。2010年12月，臺中縣市合併為直轄臺中市，上述各區隸屬不變。

## 聚落
本地區發展較早的聚落有新庄仔、小北下街、東大墩等，在日治期初期的官方地圖上已有記載。

## 交通
台鐵山線大致以東北東—西南西走向經過臺中地區中部略偏東南。境內設有臺中車站，屬特等站，各級列車均有停靠。由此可前往台鐵沿線各站。
省道台3線（建成路）俗稱「內山公路」，是臺北至屏東的幹道，大致以東北東—西南西走向經過本地區東南端。由該道路向東北東轉北可前往北屯、潭子、豐原、石岡等地，向西南西轉南可前往大里、霧峰、草屯、南投等地。
省道台12線（台灣大道二段）是梧棲港至台鐵台中車站的平面幹道，其東側端點位於本地區台鐵台中車站前。由此向西北出境後，可前往南屯東北端、西屯、省道台74線交流道、國道1號臺中交流道、龍井東北端、沙鹿、梧棲並止於省道台17線路口。
市道136號（自由路一段、林森路、國光路、復興路三段～四段、振興路、忠孝路、振興路）是臺中市龍井區至南投縣國姓鄉龜溝的道路，大致先以西南西—東北東走向由本地區西南部凸出部分入境，隨後順路轉東北至林森路路口，轉東南再順路轉南南東出境至復興路三段路口，轉東北東再度入境，過台鐵台中車站後站後至振興路路口，轉南南東至忠孝路路口，轉東北東繞大彎轉東南，經省道台3線路口後轉東不遠即由本地區東南端出境。由該道路向西南西轉西可前往南屯、國道1號南屯交流道、大肚東北部邊界地帶、龍井東部、沙鹿西南部、梧棲與龍井交界地帶並止於省道台17線路口，向東轉東南可前往太平、國姓並止於省道台14線路口。

## 學校
- 臺中女中
- 臺中家商
- 居仁國中
- 光明國中
- 大同國小
- 臺中國小
- 光復國小
- 樂業國小（西部）

## 文化資產
- 舊臺中車站（國定古蹟）
- 臺中市火車站附屬設施及建築群（市定古蹟）
- 臺中州廳（市定古蹟）
- 臺灣府儒考棚（市定古蹟）
- 臺中公園湖心亭（市定古蹟）

## 廟宇
- 台中萬春宮（媽祖廟）
- 石頭灘干城福德祠（土地祠）